# 黃琨 (阮朝)
黃琨（越南语：／；1850年—1925年），原名黃崑，越南阮朝官員，維新帝的輔政大臣。

## 生平
黃琨是廣平省廣寧府豐祿縣武舍總中柄坊（今屬廣平省洞海市）人，嗣德三年（1850年）出生。嗣德二十一年（1868年），黃琨參加鄉試，考中承天場舉人。嗣德三十年（1877年），黃琨會試中格，參加庭試，考中副榜。初授承天府丞，後升任廣平布政使。成泰八年（1896年）四月，升授鴻臚寺卿。九月，改領河靜布政使。後改任承天府尹。成泰十一年（1899年），改任廣義巡撫。後加總督銜，領順慶總督。成泰十六年（1904年）二月，改署戶部尚書，充機密院大臣。十一月，兼管都察院。成泰十七年（1905年）正月，兼掌刑部印篆。
維新元年（1907年）八月，黃琨充輔政大臣。維新二年（1908年）正月，升署協辦大學士。維新三年（1909年）正月，實授協辦大學士，領禮部尚書。維新四年（1910年）十月，停領戶部尚書，專領禮部尚書。維新五年（1911年）正月，晉封美和子（越南语：／）。二月，殖民政府獎勵黃琨一枚農政一項金佩星。維新七年（1913年）十二月，充玉牒所總裁，並兼掌戶部事務。
啟定二年（1917年）閏二月，黃琨以協佐大學士領禮部尚書充機密院大臣身份致事，加太子少保銜。
啟定十年（1925年）正月，黃琨因病去世，壽七十六歲。追贈太子少傅。

## 家庭

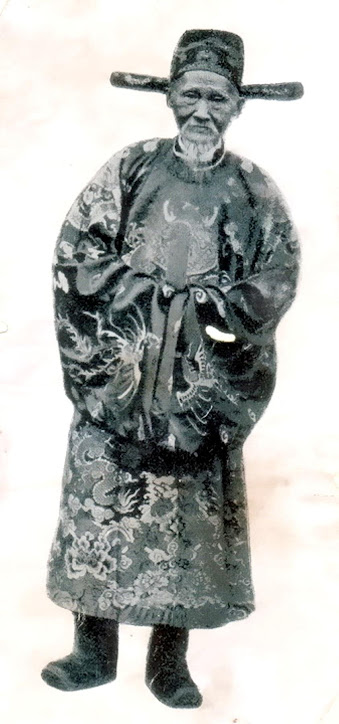
黃琨全身照

黃琨之妻武氏是協辦大學士武仲平之女，子黃周錫在保大年間任鴻臚寺卿。